# Distrito electoral de Dry Cedar
Dry Cedar (en inglés: Dry Cedar Precinct) es un distrito electoral ubicado en el condado de Garfield en el estado estadounidense de Nebraska. En el Censo de 2010 tenía una población de 94 habitantes y una densidad poblacional de 0,58 personas por km².

## Geografía
Dry Cedar se encuentra ubicado en las coordenadas 41°47′28″N 98°51′8″O / 41.79111, -98.85222. Según la Oficina del Censo de los Estados Unidos, Dry Cedar tiene una superficie total de 161.54 km², de la cual 161.5 km² corresponden a tierra firme y (0.03%) 0.04 km² es agua.

## Demografía
Según el censo de 2010, había 94 personas residiendo en Dry Cedar. La densidad de población era de 0,58 hab./km². De los 94 habitantes, Dry Cedar estaba compuesto por el 100% blancos.